# Подсосонье (Торопецкий район)
Подсосонье, ранее Подсосенье — деревня в Торопецком районе Тверской области. Входит в состав Реча́нского сельского поселения.

## Этимология
Название деревни может происходить от одноимённого названия урочища, употребляется в значении «деревня в сосновом лесу, расположенная рядом с сосновым лесом». Финал -ье даёт представление об этой местности как о пространстве, о типе ландшафта, заключая в себе понятие площади, протяжённости.

## История

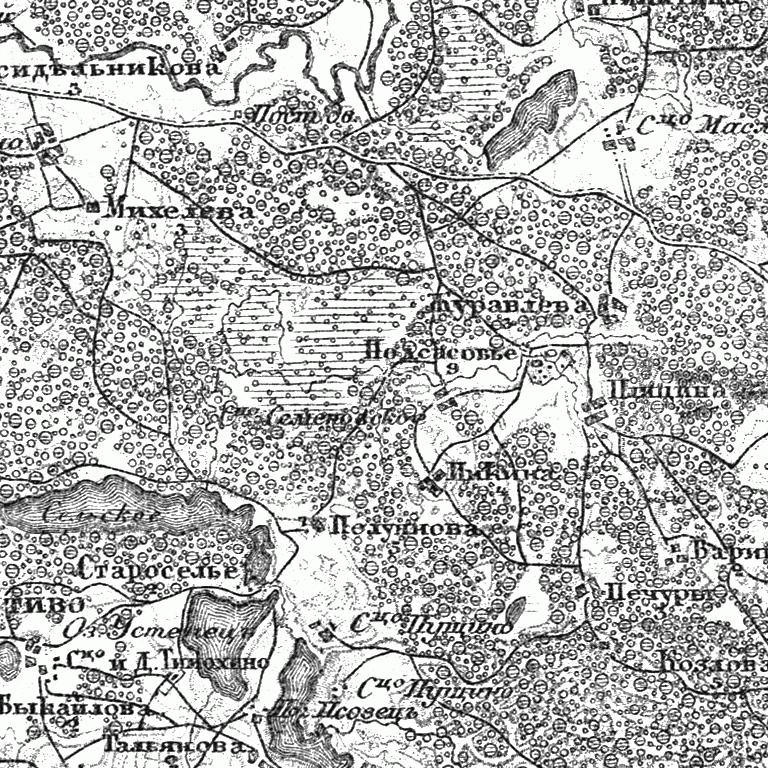
Деревня Подсосонье (в центре) на карте начала 20 века

На топографической карте Фёдора Шуберта 1867 — 1901 годов обозначена деревня Подсасовье. Имела 9 дворов.
На карте РККА 1923—1941 годов обозначена деревня Подсосонье. Имела 29 дворов.
До 2005 года деревня входила в состав ныне упраздненного Грядецкого сельского округа.

## География
Деревня расположена в юго-восточной части района. Ближайший населённый пункт — деревня Плицино.
Расстояния (по автодорогам):
- До районного центра, города Торопец — 23 км.
- До центра сельского поселения, деревни Речане — 15 км.

Климат
Деревня, как и весь район, относится к умеренному поясу северного полушария и находится в области переходного климата от океанического к материковому. Лето с температурным режимом +15…+20 °С (днём +20…+25 °С), зима умеренно-морозная −10…−15 °С; при вторжении арктических воздушных масс до −30…-40 °С.
Среднегодовая скорость ветра 3,5—4,2 метра в секунду.

## Население
| 2010 |
| ---- |
| 9    |

В 2002 году население деревни составляло 20 человек.
Национальный состав
Согласно результатам переписи 2002 года, в национальной структуре населения русские составляли 90% от жителей.